# Louis-Philippe Lacroix
Louis-Philippe Lacroix, né le 1er février 1926 à Saint-Charles-de-Bellechasse et mort le 23 avril 2006 à Québec, est un homme politique québécois.